# Jamie Ballard
Jamie Ballard ist ein britischer Schauspieler und Synchronsprecher.

## Leben
Ballard besuchte die Bristol Old Vic, auf der er Schauspiel lernte. Ballard tritt heute im Royal National Theatre auf wo er in diversen Rollen zu sehen ist. 2003 war er im Kurzfilm Butterfly, 2004 in Amnesia und 2007 in You're in There Ltd. zu sehen. Seine bisher größte Rolle war die des Ritters Griff in Black Death an der Seite von Hollywood-Größen wie Sean Bean und Carice van Houten. Ballard hatte von 2007 bis 2015 bisher in drei Folgen der Serie Doctors Auftritte. 2016 stellte er in drei Episoden der Fernsehserie Penny Dreadful die Rolle des Balfour dar.
Im 2013 erschienenen Videospiel Ryse: Son of Rome synchronisierte er einen der Charaktere, auch 2015 war er in dem Videospiel Everybody’s Gone to the Rapture als Synchronsprecher zu hören. 2017 lieh er zwei Charakteren im Computerspiel Blackwood Crossing seine Stimme.

## Filmografie (Auswahl)
- 2004: Amnesia (Miniserie, Episode 1x01)
- 2007: You're in There Ltd. (Kurzfilm)
- 2007–2015: Doctors (Fernsehserie, 3 Episoden, verschiedene Rollen)
- 2010: Black Death
- 2012: Shakespeare: The King's Man (Fernsehdokuserie, Episode 1x01)
- 2012: National Theatre Live: Antigone
- 2014: The Crimson Field (Fernsehserie, Episode 1x03)
- 2014: A Poet in New York (Fernsehfilm)
- 2014: A Brilliant Young Mind (X+Y)
- 2014: The Great Fire (Miniserie, Episode 1x02)
- 2015: Father Brown (Fernsehserie, Episode 3x04)
- 2015: Yussef Is Complicated (Kurzfilm)
- 2015: Royal Shakespeare Company: The Merchant of Venice
- 2015: Suffragette – Taten statt Worte (Suffragette)
- 2016: Ripper Street (Fernsehserie, Episode 4x02)
- 2016: The Hollow Crown (Fernsehserie, 2 Episoden, verschiedene Rollen)
- 2016: Penny Dreadful (Fernsehserie, 3 Episoden)
- 2017: Three Girls – Warum glaubt uns niemand? (Three Girls, Miniserie, Episode 1x03)
- 2020: What a Carve Up!
- 2021: Vera – Ein ganz spezieller Fall (Vera, Fernsehserie, Episode 11x02)

## Synchronisationen (Auswahl)
- 2003: Butterfly (Kurzfilm)
- 2013: Ryse: Son of Rome (Computerspiel)
- 2015: Everybody’s Gone to the Rapture (Computerspiel)
- 2017: Blackwood Crossing (Computerspiel)
- 2017: Warhammer 40.000: Dawn of War III (Computerspiel)
- 2017: Doragon kuesuto XI: Sugisarishi toki o motomete (Computerspiel)
- 2022: Lego Star Wars: Die Skywalker Saga (Computerspiel)

## Theater (Auswahl)
- Scenes from an Execution, Royal National Theatre
- Antigone, Royal National Theatre
- Emperor and Galilean, Royal National Theatre
- Some Trace of Her, Royal National Theatre
- Saint Joan, War Horse, Royal National Theatre
- Measure for Measure, Royal Shakespeare Company
- Written on the Heart, Royal Shakespeare Company
- King John, Royal Shakespeare Company
- Much Ado About Nothing, Royal Shakespeare Company
- Romeo and Juliet, Royal Shakespeare Company
- A Midsummer Night's Dream, Royal Shakespeare Company
- Sweet Charity, Royal Shakespeare Company
- As You Like It, Royal Shakespeare Company
- A Light Shining in Buckinghamshire
- Thyestes
- The Devil Inside Him
- Anjin – The English Samurai
- Troilus and Cressida
- Hamlet
- All's Well That Ends Well
- The Changeling
- Macbeth
- The Ark and the Covenant
- The Duchess of Malfi